# 再現
| ウィキペディアには「再現」という見出しの百科事典記事はありません（タイトルに「再現」を含むページの一覧/「再現」で始まるページの一覧）。 代わりにウィクショナリーのページ「再現」が役に立つかもしれません。 |